# Proales globulifera
Proales globulifera is een raderdiertjessoort uit de familie Proalidae. De wetenschappelijke naam van deze soort is voor het eerst geldig gepubliceerd in 1921 door Hauer.